# Критика Католицької церкви
Критика католицької церкви — включає в себе критичні зауваження, основані на існуючих чи історичних діях, вченнях, проступках, структурах та богословських розбіжностях Католицької церкви. Критики католицької церкви частіше всього розглядають поняття папського примату та вищості, чи аспекти церковної структури та управління. Оскільки католицька церква є найбільшою християнською церквою, що представляє більше половини всіх християн та одну шосту населення Землі, ця критика не завжди збігається з думкою більшості віруючих християн.
Критика католицької церкви в минулі століття була більш тісно пов'язана з богословськими та еклезіологічними суперечками. Поява протестантської Реформації (XVI ст. в Європі) виникла здебільшого через зловживань корумпованим духовенством, а також богословськими протиріччями.
Політичні розбіжності поглиблюються богословськими різночитаннями між протестантами і католиками і донині дебати що почалися в епоху Реформації знайшли своє відображення в різноманітності християнських конфесій. Сучасна критика католицької церкви звертається до питань філософії та культури, а також наприклад, протистоянню християнства та гуманізму. Однак це стосується не тільки Католицької церкви, а й всіх християнських деномінацій.